# Elizabeth Raleigh

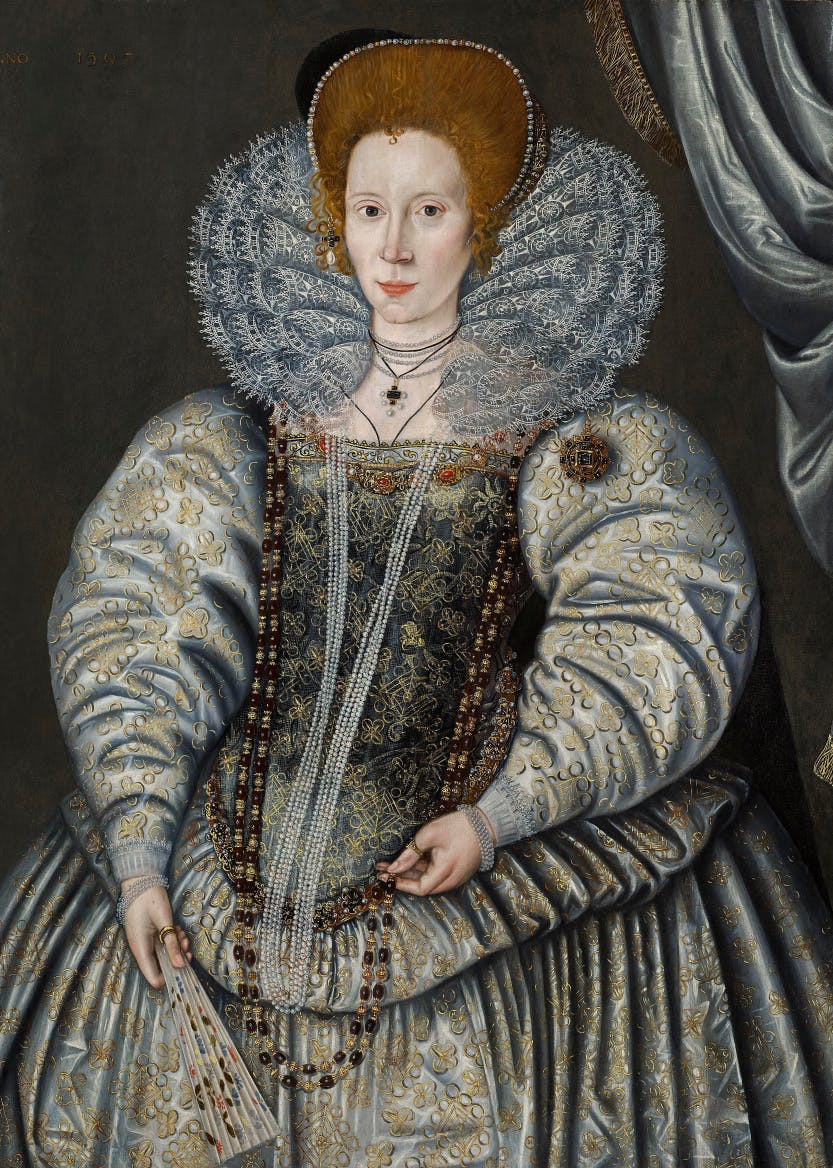
Retrato de Elizabeth "Bess" Throckmorton, Lady Raleigh, por Sir William Segar (fechado 1595)

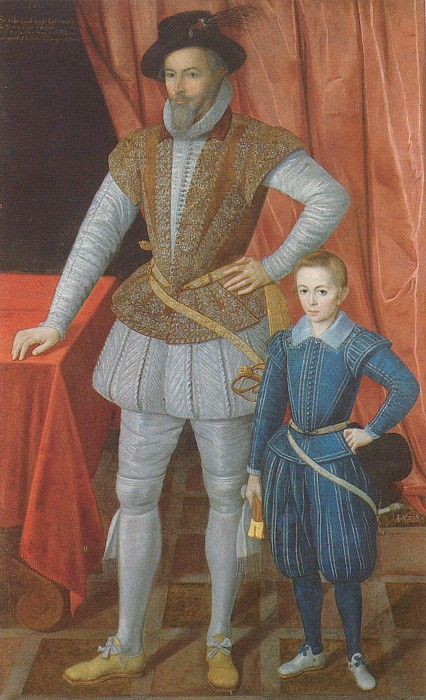
Walter Raleigh y su hijo Walter (1602)

Elizabeth, Lady Raleigh (nacida Throckmorton; 16 de abril de 1565-c. 1647) fue la esposa de Sir Walter Raleigh y dama de cámara de la Reina Isabel I de Inglaterra. Este matrimonio secreto no fue del agrado de la reina,  que retiró su favor a la pareja. 

## Historia
Elizabeth, conocida también como "Bess", era hija del diplomático Sir Nicholas Throckmorton y de Anne Throckmorton (nacida Carew). Bess y su hermano Arthur fueron cortesanos de Isabel I. Se cuenta que Bess era inteligente, directa, apasionada y valiente. En su momento, ella y Raleigh, al menos 11 años mayor que ella, se enamoraron.
En su libro, La vida de Isabel I (1998), la autora e historiadora británica Alison Weir afirma que el primer hijo de Throckmorton y Raleigh fue concebido en julio de 1591. La pareja se casó "en gran secreto" en el otoño de 1591, y su hijo nació en marzo de 1592. El niño fue bautizado como Damerei, por los supuestos antepasados de Sir Walter, los D'Ameries. Se cree que Damerei murió de peste durante la infancia.
Weir afirma que la reina Isabel se enteró por primera vez en mayo de 1592 del matrimonio secreto y del nacimiento de Damerei, a pesar de las negaciones de Bess y Sir Walter. La pareja se había casado sin permiso real, pero, significativamente, Robert Devereux, segundo conde de Essex, estaba enterado y ejerció de padrino del hijo de los Raleigh. Enterada la reina, puso a Bess y Raleigh bajo arresto domiciliario, a lo que siguió su encierro en la Torre de Londres, en junio de 1592. Raleigh fue liberado en agosto de 1592 y Bess en diciembre de 1592. Se reunieron en el castillo de Sherborne, su finca de Dorset. La reina esperaba que la pareja demandara el perdón, pero no lo hicieron, y Raleigh perdió el favor real por cinco años.
Elizabeth y Walter mantuvieron una buena relación. Para Alison Weir, Bess demostró ser una esposa dominante. Anna Beer, la biógrafa de Lady Raleigh, ofrece una perspectiva diferente, señalando que debido a las frecuentes ausencias de Raleigh, ya sea en expediciones, por deberes diplomáticos o en prisión, Bess tuvo que asumir una responsabilidad importante, inusual en las mujeres de su tiempo.
El segundo hijo de los Raleigh, Walter, nació en 1593 en Sherborne. El tercer hijo de la pareja nació en enero de 1605, cuando Raleigh estaba nuevamente prisionero en la Torre de Londres. Llamado Carew, que era el apellido de soltera de la madre de Bess y el nombre de uno de los hermanos de Raleigh, fue bautizado dentro de los muros de la Torre en la iglesia de San Pedro ad Vincula. Después de la ejecución de Raleigh en 1618, Bess trabajó incansablemente para restablecer la reputación de su difunto esposo que consiguió en 1628, decreto de restitución del nombre de Raleigh, lo que permitió heredar al único hijo que les sobrevivió.
Se cuenta que Bess guardó la cabeza embalsamada de su esposo y la llevó consigo el resto de su vida, aunque la única referencia documentada a la cabeza de Raleigh es del día de su ejecución, cuando se observó que Lady Raleigh y sus damas abandonaron la escena con la cabeza de sir Walter en un cesta roja. Un relato de 1740 afirma que, después de la muerte de Bess, la cabeza de Raleigh fue devuelta a su tumba en St Margaret's, Westminster. Sin embargo, incluso si esto fuera cierto, no está claro dónde fue enterrado el cuerpo de Raleigh: que pudo ser entregado a Bess o enviado a Exeter, donde estaban enterrados sus padres.
Por parte de padre y madre, Bess tenía relación con el rey Enrique VIII. Su padre, Nicholas Throckmorton, era primo de la sexta esposa de Enrique, la reina Catalina Parr. Anne Carew, la madre de Elizabeth, era hija de Nicholas Carew y Elizabeth Carew, nacida Bryan. Nicholas fue muy amigo de Enrique VIII, desde la infancia hasta su ejecución, en 1539, acusado de conspirar contra el rey.
En el libro antes mencionado, Weir presupone que Elizabeth Carew había sido antigua amante de Enrique VIII, quien le había regalado joyas que teóricamente las recibían las reinas que daban a luz al primer hijo. Sin embargo, no existen referencias contemporáneas a posibles hijos del rey con Elizabeth.